# NGC 7833
NGC 7833 é um asterismo na direção da constelação de Pegasus. O objeto foi descoberto pelo astrônomo Guillaume Bigourdan em 1886, usando um telescópio refrator com abertura de 12 polegadas. 